# Leptothyrium panacis
Leptothyrium panacis är en svampart som beskrevs av Cooke 1886. Leptothyrium panacis ingår i släktet Leptothyrium, divisionen sporsäcksvampar och riket svampar.   Inga underarter finns listade i Catalogue of Life.